# Болдок Таун
«Болдок Таун» — английский футбольный клуб из Хартфордшира. Был основан в 1905 году и до 2001 года назывался «Болдок». В настоящее время выступает в Высшем дивизионе Спартанской лиги Южного Мидланда.

## Достижения
- Южная лига дивизион Юг
  - 2-е место: 1994/95
- Лига Объединенных Округов
  - 2-е место: 1983/84, 1986/87
- Лига Южного Мидланда
  - Победители: 1965/66, 1967/68, 1969/70
- Старшая лига Хартфордшира Премьер дивизион[2]
  - Победители: 2011/12
  - 2-е место: 2012/13
- Старшая лига Хартфоршира Первый дивизион
  - Победители: 2007/08
- Лига северного и центрального Хартфордшира Премьер дивизион[3]
  - 2-е место: 2006/07
- Лига Хертфордшира
  - 2-е место: 1924/25
- Лига Хертфордшира Северный дивизион
  - Победители: 1920/21
- Столетнее трофи Хертфордшира
  - Победители: 2012/13
- Трофи Анаграм Рекорд[4]
  - Победители: 2011/12, 2012/13
- Benevolent Shield[3]
  - Финалисты: 2006/07
- Младший кубок Хертфордшира
  - Финалисты: 2006/07